# Habitatge al carrer Alfons II d'Aragó, 101 (Molins de Rei)
L'Habitatge al carrer Alfons II d'Aragó, 101 és una obra amb elements modernistes de Molins de Rei (Baix Llobregat) inclosa a l'Inventari del Patrimoni Arquitectònic de Catalunya.

## Descripció
Edifici modernista de planta i dos pisos. Els baixos estan formats per la porta d'entrada a la casa i una botiga. Aquí només s'ha d'esmentar el fris de ceràmica decorada que recorre la façana horitzontalment i les llindes de maó vist, algunes de les quals s'han pintat. Els 2 pisos tenen la mateixa estructura: una balconada amb dos finestres, decorades amb ceràmica a la part superior. L'edifici està coronat per una cornisa amb treball de maó vist format per emmerletats. Finalment, la teulada està coberta amb teules.